# Secretaria de Defesa Agropecuária
A Secretaria de Defesa Agropecuária (SDA) é um órgão específico singular, subordinado ao Ministério da Agricultura, Pecuária e Abastecimento do Brasil. É responsável pela execução das ações de Estado para prevenção, controle e erradicação de doenças animais e de pragas vegetais. Visa assegurar a origem, conformidade e segurança dos produtos de origem animal e vegetal destinados à alimentação humana ou animal e também a idoneidade dos insumos em uso na agricultura e pecuária.
A SDA exerce o papel de unidade central do sistema de fiscalização da produção e comercialização de insumos agrícolas e pecuários, a inspeção higiênico-sanitária de produtos de origens animal e vegetal e a garantia da sanidade vegetal e da saúde animal. Procede aos registros de estabelecimentos, produtos, subprodutos, derivados e resíduos de origens animal e vegetal, controle do trânsito interestadual e internacional de animais vivos e produtos de origens animal e vegetal e certificação sanitária agropecuária.
A Secretaria de Defesa Agropecuária também contribui para a formulação da política agrícola. Compete planejar, normatizar, coordenar e supervisionar as atividades de defesa agropecuária em todo o território nacional. É responsável pela coordenação do Sistema Unificado de Atenção à Sanidade Agropecuária (Suasa), do Sistema Brasileiro de Inspeção de Produtos de Origem Vegetal, do Sistema Brasileiro de Inspeção de Produtos de Origem Animal e do Sistema Brasileiro de Inspeção de Insumos Agropecuários.

## Estrutura
Para o cumprimento de sua missão, a SDA dispõe de estruturas centrais de direção e normatização e também de projeções nos estados para execução e coordenação das ações de sua competência.
- Coordenação-Geral do Sistema de Vigilância Agropecuária (CGVIGIAGRO/SDA)
- Coordenação-Geral de Apoio Laboratorial (CGAL/SDA)
- Departamento de Fiscalização de Insumos Agrícolas (DFIA/SDA)

1. Coordenação-Geral de Agrotóxicos e Afins (CGAA/DFIA)

- Departamento de Fiscalização de Insumos Pecuários (DFIP/SDA)
- Departamento de Inspeção de Produtos de Origem Animal (DIPOA/SDA)

1. Coordenação-Geral de Inspeção (CGI/DIPOA)
2. Coordenação-Geral de Programas Especiais (CGPE/DIPOA)
3. Coordenação-Geral de Controle e Avaliação (CGCOA/DIPOA)

- Departamento de Inspeção de Produtos de Origem Vegetal (DIPOV/SDA)

1. Coordenação-Geral de Vinhos e Bebidas (CGVB/DIPOV)
2. Coordenação-Geral de Qualidade Vegetal (CGQV/DIPOV)

- Departamento de Sanidade Vegetal (DSV/SDA)

1. Coordenação-Geral de Proteção de Plantas (CGPP/DSV)

- Departamento de Saúde Animal (DSA/SDA)

1. Coordenação-Geral de Combate às Doenças (CGCD/DSA)